# Seconde bataille d'Auburn
Guerre de Sécession
Batailles
Campagne de Bristoe
- 1er Auburn
- 2e Auburn
- Bristoe Station
- Buckland Mills
- Rappahannock Station

La seconde des deux batailles d'Auburn est une bataille de la guerre de Sécession, livrée le 14 octobre 1863, en Virginie. Elle fait partie de la campagne de Bristoe. Elle offre la particularité d'être l'un des rares combats de cavalerie du conflit.

## Le contexte

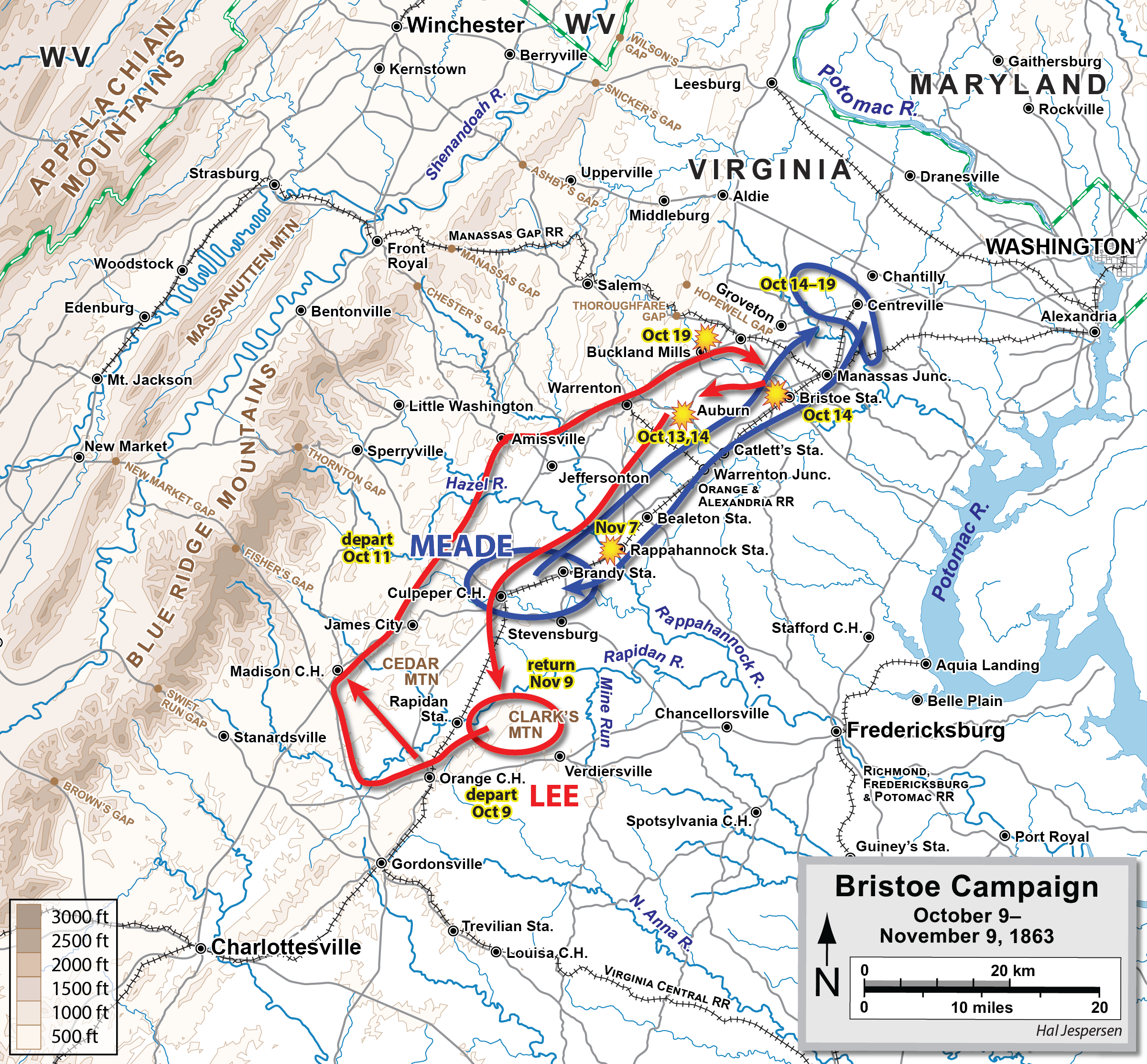
Carte de la campagne de Bristoe

### Le contexte militaire
Après Gettysburg, en juillet, l'armée sudiste commandée par Robert Lee avait repassé le Potomac et regagné la Virginie. Amputée de deux corps envoyés soutenir l'armée du Tennessee, elle semblait plus vulnérable à une attaque nordiste.
L'attaque nordiste est contrée par Robert Lee qui cherche à déborder l'aile droite de l'armée fédérale. Celle-ci va alors reculer vers le nord pour échapper à cette menace. Au cours de cette retraite, plusieurs combats seront livrés dont celui près d'Auburn.

## Déroulement du combat

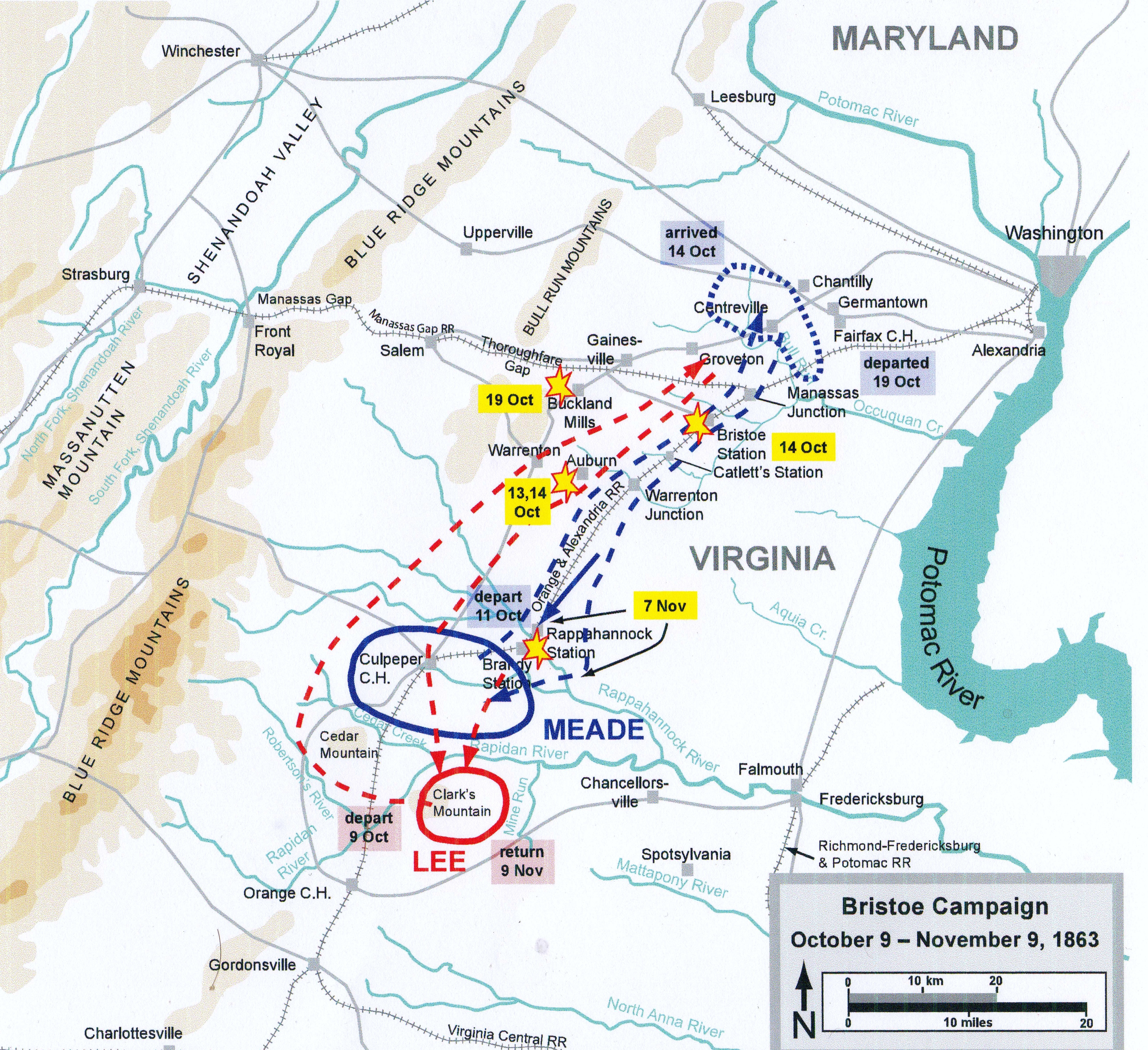
Carte des opérations de la campagne de Bristoe
sudistes
nordistes

## Conséquences
Pour les deux camps, le combat peut être analysé comme une victoire. Pour les sudistes, c'est d'avoir évité la capture des forces commandées par J.E.B. Stuart. Pour les nordistes, c'est d'avoir évité la capture des éléments du train de leur armée.
Déterminé à presser l'arrière-garde nordiste, Robert Lee donne l'ordre au corps de A.P. Hill de poursuivre les fédéraux le long de la ligne de chemin de fer. Ce qui amènera à la bataille de Bristoe Station.

## Sources
- (en) Cet article est partiellement ou en totalité issu de l’article de Wikipédia en anglais intitulé « Second Battle of Auburn » (voir la liste des auteurs).
- (en) James McPherson, The atlas of the civil war, Courage Books, 2005,  (ISBN 978-0-7624-2356-9), pages 138-139.
- (en) Edwin C Fishel, The secret war for the Union, Mariner Books, 1996,  (ISBN 0-395-90136-7), pages 542-543.
- (en) Mark M Boatner III, The Civil War Dictionary, Vintage Books, 1959, réédition 1987,  (ISBN 0-679-73392-2), pages 87-88.
- (en) David G Eicher, The longest night, a military history of the Civil War, Simon & Schuster, 2001,  (ISBN 0-684-84944-5), pages 596-598.
- (en) Shelby Foote, The Civil War, a narrative, tome 2, Vintage Books, 1963,  (ISBN 0-394-74621-X), pages 792-794.